# بامبیو
بامبیو (به لاتین: Bambio) یک منطقهٔ مسکونی در جمهوری آفریقای مرکزی است که در سنگا-مبائر واقع شده‌است.